# Veleposlanstvo Japana u Zagrebu
Veleposlanstvo Japana u Zagrebu (ja. 在クロアチア日本国大使館) diplomatsko je predstavništvo Japana u Hrvatskoj. Nalazi se na adresi Boškovićeva 2. Diplomatski odnosi između te dvije države uspostavljeni su 15. lipnja 1941., a obnovljeni su 1993. Japansko veleposlanstvo u Zagrebu osnovano je veljače 1998.

## Vanjske poveznice
|  | Zajednički poslužitelj ima još gradiva o temi Veleposlanstvo Japana u Zagrebu |

- Službena internet stranica veleposlanstva  Arhivirana inačica izvorne stranice od 19. listopada 2019. (Wayback Machine)